# Linia kolejowa Rochlitz – Penig
Linia kolejowa Rochlitz – Penig – dawna regionalna linia kolejowa w Niemczech, w kraju związkowym Saksonia. Łączyła linie Neukieritzsch-Chemnitz i Glauchau–Wurzen. Biegła z Rochlitz przez Narsdorf do Penig.